# Старий Гвіздець
Старий Гвізде́ць — село в Україні, у Гвіздецькій селищній громаді Коломийського району Івано-Франківської області.

## Короткий опис
Центр сільської Ради. Розташований на автомагістралі, за 25 км від районного центру, за 2 км від залізничної станції Гвіздець. Населення — 1178 чоловік. Сільраді підпорядковане село Малий Гвіздець.
У Старому Гвіздці є дев'ятирічна школа, дитячий садок "Пролісок", будинок культури, бібліотека.
У 2015 році створена футбольна команда "Старт", яка виступає в другій лізі чемпіонату Коломийського району по футболу.
Місцеві називають поселення Старогвіздці.

## Історія села
Вперше село згадується 15 грудня 1373 року. В XV столітті в селі споруджено фортецю для захисту від татарських наскоків. До XVII століття село називалося просто Гвіздець.
У 1920 році в селі організовано осередок КПСГ. Мешканці Старого Гвіздця брали участь у Заболотівській першотравневій демонстрації 1924 року.
На 1.01.1939 у громаді Гвіздець Старий з 1 530 жителів було 1 430 українців-грекокатоликів, 30 поляків, 20 євреїв і 50 німців (в 1920-х рр. переселились на парцеляцію з Коломиї).
За радянських часів було засновано колгосп ім. Олега Кошового, що мав площу понад 1800 га землі. Провідною галуззю його було тваринництво.

## Населення

### Мова
Розподіл населення за рідною мовою за даними перепису 2001 року:
| Мова            | Кількість | Відсоток |
| --------------- | --------- | -------- |
| українська      | 1174      | 99.66%   |
| російська       | 1         | 0.09%    |
| болгарська      | 1         | 0.08%    |
| білоруська      | 1         | 0.08%    |
| інші/не вказали | 1         | 0.09%    |
| Усього          | 1178      | 100%     |

## Пам'ятки архітектури
- Успенський храм (1860)[3] належав після 1946 року до УПЦ МП (настоятель прот. Микола Кушнір)[4], 15 жовтня 2017 р. на зборах релігійної громади храму абсолютною більшістю голосів було вирішено вийти зі складу УПЦ Московського Патріархату[5].